# Pierre Rolland
Pierre Rolland (Gien, 10 de octubre de 1986) es un ciclista francés que fue profesional desde 2007 hasta 2022.

## Biografía
Debutó como profesional en 2007 en el equipo Crédit Agricole. En esa temporada ganó su primera etapa, en la Tropicale Amissa Bongo.
En 2008, comenzó la temporada con un buen papel en la París-Niza, en la que terminó en la decimotercera posición. Ganó el maillot de mejor escalador en la Dauphiné Libéré de ese mismo año.
Gracias a este principio de temporada, fue seleccionado para participar en sus primeros Juegos Olímpicos, celebrados en Pekín.
En el año 2011 fichó por el equipo francés Team Europcar. En el Tour 2011 hizo historia al conquistar la etapa que finalizaba en Alpe d'Huez, por delante de los corredores españoles Samuel Sánchez y Alberto Contador convirtiéndose de esta manera en una de las mayores promesas del ciclismo francés, ya que ganó también el maillot blanco a mejor joven y acabó 10.º en la general.
En 2012 volvió a ganar una etapa de la ronda francesa en la etapa 11.ª con llegada a La Toussuire. Además, mejoró con creces su puesto final, al acabar el Tour 8.º en la general.
En el año 2013 solo ganó el Circuito de la Sarthe, y en el Tour acabó en la 24.ª plaza, sin ganar etapas.
En 2014 disputó su primer Giro de Italia, logrando una gran actuación y quedándose muy cerca del podio al ser 4.º. Sin embargo, debido a su participación en la ronda italiana, su nivel en el Tour de Francia 2014 bajó con creces al acabar de nuevo en un 11.º puesto en la general.
En agosto de 2015 anunció su fichaje por el equipo Cannondale Pro Cycling Team para la siguiente temporada.
El 13 de diciembre de 2022 anunció su retirada tras dieciséis años como profesional.

## Palmarés
2007
- 1 etapa de la Tropicale Amissa Bongo

2010
- 1 etapa del Circuit de Lorraine

2011
- 1 etapa del Tour de Francia, más clasificación de los jóvenes

2012
- 1 etapa de la Estrella de Bessèges
- 1 etapa del Tour de Francia

2013
- Circuito de la Sarthe, más 1 etapa

2015
- Vuelta a Castilla y León, más 1 etapa

2017
- 1 etapa del Giro de Italia
- 1 etapa de la Ruta del Sur

2020
- Tour de Saboya,[2] más 1 etapa

2021
- 1 etapa del Tour de Ruanda

## Resultados en Grandes Vueltas
Durante su carrera deportiva consiguió los siguientes puestos en las Grandes Vueltas:
| Carrera | Carrera         | 2007 | 2008 | 2009 | 2010 | 2011 | 2012 | 2013 | 2014 | 2015 | 2016 | 2017 | 2018 | 2019 | 2020 | 2021 | 2022 |
| ------- | --------------- | ---- | ---- | ---- | ---- | ---- | ---- | ---- | ---- | ---- | ---- | ---- | ---- | ---- | ---- | ---- | ---- |
|         | Giro de Italia  | —    | —    | —    | —    | —    | —    | —    | 4.º  | —    | —    | 22.º | —    | —    | —    | —    | —    |
|         | Tour de Francia | —    | —    | 20.º | 58.º | 10.º | 8.º  | 24.º | 11.º | 10.º | 16.º | 54.º | 27.º | —    | 18.º | 51.º | 68.º |
|         | Vuelta a España | —    | —    | —    | Ab.  | —    | —    | —    | —    | 50.º | 50.º | —    | 56.º | —    | —    | —    | —    |

—: no participa

Ab.: abandona

## Equipos
- Crédit Agricole (2006[3] -2008)
- Bouygues/Europcar (2009-2015)
  - Bbox Bouygues Telecom (2009-2010)
  - Team Europcar (2011-2015)
- Cannondale/EF (2016-2018)
  - Cannondale Pro Cycling Team (2016)
  - Cannondale-Drapac Pro Cycling Team (2016-2017)
  - EF Education First-Drapac (2018)
- B&B Hotels[4] (2019-2022)
  - Vital Concept-B&B Hotels (2019)
  - B&B Hotels-Vital Concept p/b KTM (2020)
  - B&B Hotels p/b KTM (2021)
  - B&B Hotels-KTM (2022)